# 布吕什堡
布吕什堡（法語：Bourg-Bruche，法語發音：[buʁ bʁyʃ] ⓘ）是法国下莱茵省的一个市镇，属于莫尔塞姆区。

## 地理
布吕什堡（48°21'21"N, 7°8'17"E）面积15.02 平方千米，位于法国大東部大區下莱茵省，该省份为法国大陆部分最东部的省份，是阿尔萨斯的一部分，今与上莱茵省组成了阿尔萨斯欧洲集体，其南至上莱茵省，西南接孚日省和默尔特-摩泽尔省，西接摩泽尔省，北与德国接壤。
与布吕什堡接壤的市镇（或旧市镇、城区）包括：吕比讷、圣斯泰、科尔鲁瓦拉罗什、朗吕、萨勒、索叙尔、于尔贝。
布吕什堡的时区为UTC+01:00、UTC+02:00（夏令时）。

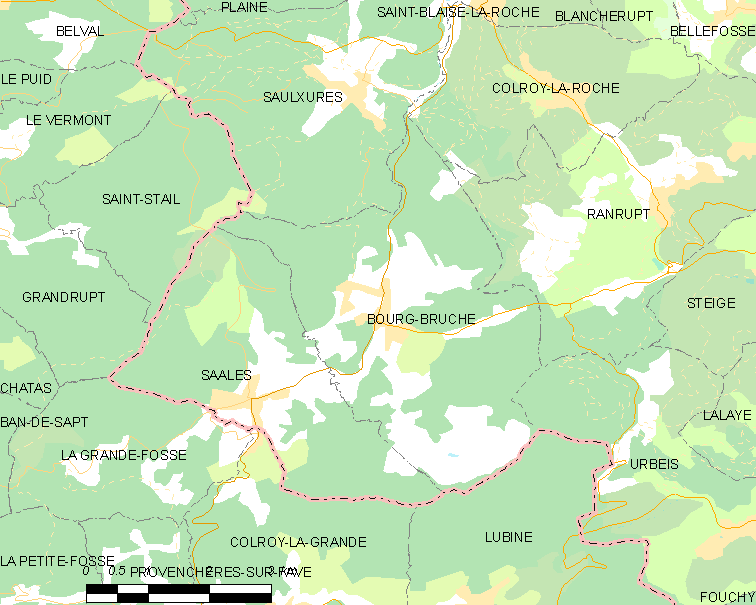
布吕什堡的OSM定位图

## 行政
布吕什堡的邮政编码为67420，INSEE市镇编码为67059。

## 政治
布吕什堡所属的省级选区为米齐格县。

## 人口

1962-2008年间布吕什堡人口变化图示

布吕什堡于2022年1月1日时的人口数量为380人。